# قوات حرس الحدود (مصر)

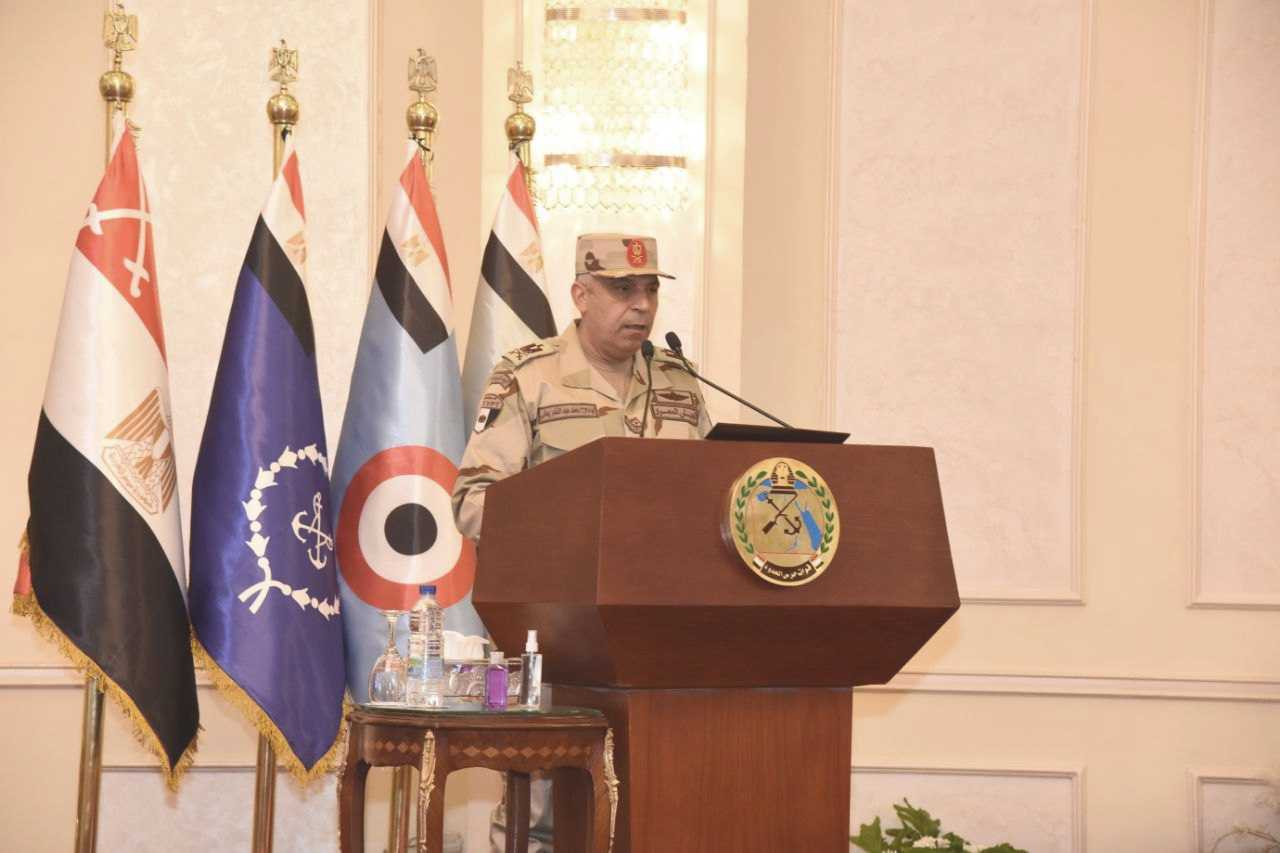
اللواء أركان حرب عماد عبد القادر يماني قائد قوات حرس الحدود سابقا.

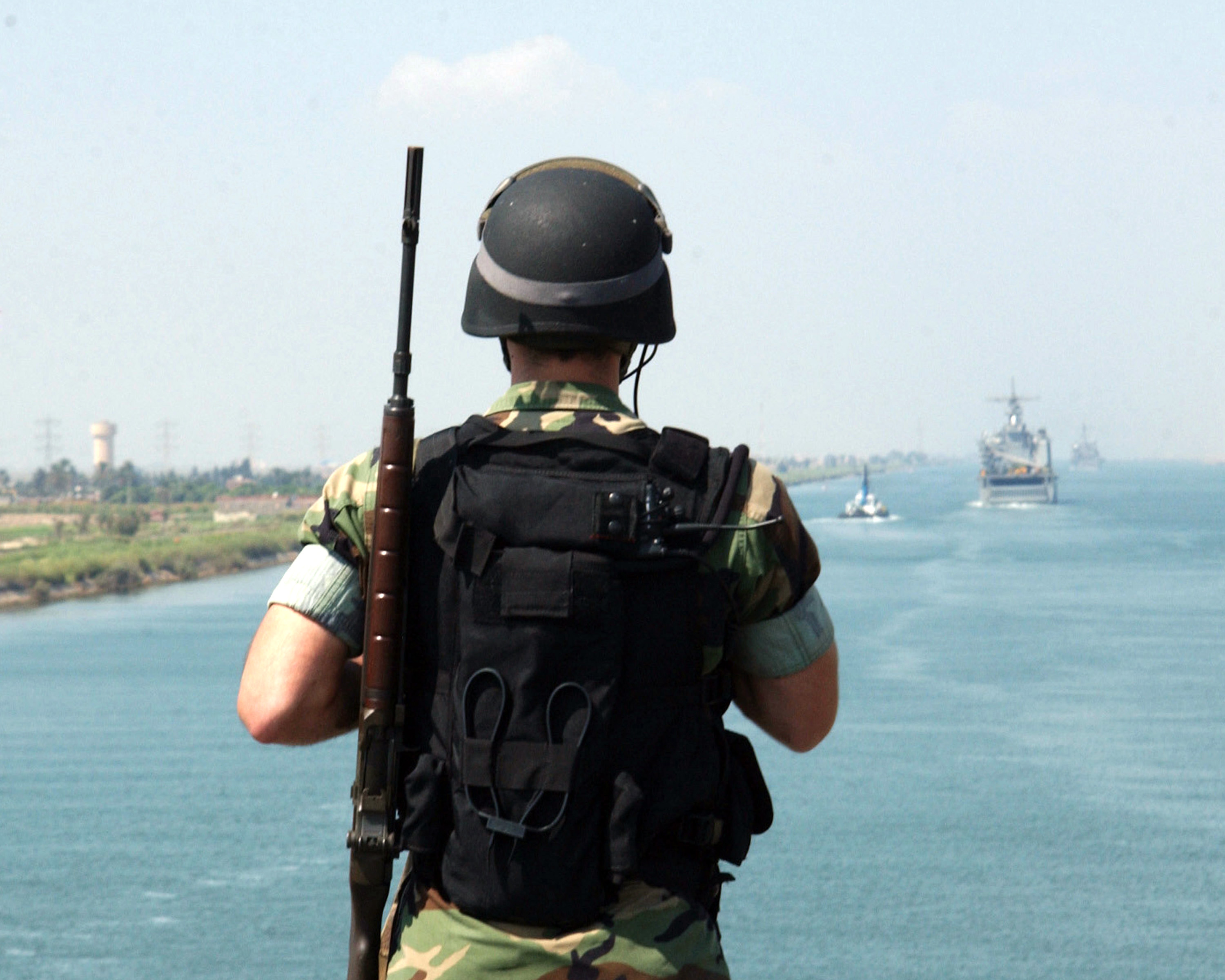
جندي من حرس الحدود أثناء تأمين المجرى الملاحي لقناة السويس

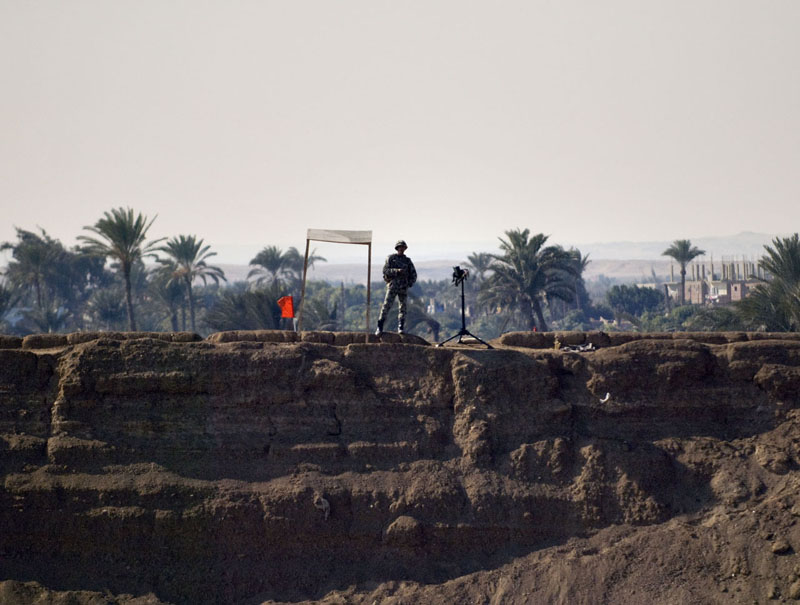
جندي حرس حدود يقوم بحراسة المجرى الملاحي للقناة.

قوات حرس الحدود المصرية هي أحد الفروع الرئيسية للقوات البرية المصرية، تستخدم قوات حرس الحدود في أعمالها الأسلحة الخفيفة والمتوسطة، بالإضافة إلى العربات المدرعة، وتستخدم كذلك الزوارق السريعة في مراقبة الحدود الساحلية، ودراجات نارية خاصة ومجموعات من الهجانة في مراقبة وحماية الحدود البرية. وتعد قوات حرس الحدود المسؤولة عن مراقبة الحدود، مكافحة المخدرات، ومنع التهريب، وتنقسم قوات حرس الحدود إلى كتائب وسرايا برية وساحلية وذلك على حسب طبيعة تواجدها.

## التاريخ
مرت قوات حرس الحدود منذ إنشائها سنة 1878 بأربعة مراحل لتطويرها، فكانت في البداية عبارة عن إدارتين هما (إدارة السواحل - إدارة الحدود).

### إدارة السواحل
أنشأت إدارة خفر السواحل سنة 1878 بمصلحة الجمارك التابعة لوزارة المالية وأضيفت إليها مراقبة قناة السويس، وفي عام 1939 فصلت عن وزارة المالية وضمت لوزارة الحربية، وفي عام 1946 أنشئ السلاح البحري المصري وعين أمير البحار محمود حمزة باشا قائداً له وألحق السلاح بوزارة الدفاع الوطني "الحربية"، وفي عام 1947 ضم حرس الجمارك إلى مصلحة خفر السواحل وأصبحت اسمها مصلحة خفر السواحل وحرس الجمارك، وفي عام 1953 ضمت مصلحة مصايد الأسماك إلى مصلحة خفر السواحل وأصبح اسمها مصلحة السواحل والمصايد، وفي عام 1969 نقلت اختصاصات مصلحة السواحل بشأن أعمال حرس الجمارك إلى مصلحة أمن الموانئ بوزارة الداخلية.

### إدارة الحدود
خلال الفترة من 1917 إلى 1922 أنشئت مصلحة أقسام الحدود التابعة لوزارة المالية وشكلت من وزارة الحربية والداخلية والسواحل وألحقت المصلحة بوزارة الحربية، واختصت بأعمال إدارة أقسام الحدود والمجالس البلدية والقروية والمحافظات الصحراوية، وفي عام 1946 ضمت مصلحة الحدود إلى لواء الحدود الملكي وأنشئ سلاح الحدود، وفي عام 1952 بدأت إعادة تنظيم سلاح الحدود، وفي عام 1953 تم نقل الأعمال الخاصة بالمجالس البلدية والقروية إلى الوزارات المختصة، وفي عام 1962 نقلت إدارة المحافظات الصحراوية عدا محافظة سيناء من إدارة الحدود إلى وزارة الداخلية ثم إلى الحكم المحلي بعد ذلك، وبعد حرب 1967 أعيد تطوير وتنظيم إدارة الحدود إلى أفواج سيارات ووحدات مراقبة جوية بالنظر ومركز بحث وإنقاذ أرضي.

### دمج إدارتي الحدود والسواحل
تم دمج إدارتي الحدود والسواحل خلال عامي 1972 و1973 لتكون تحت إشراف قيادة واحدة هي قيادة قوات حرس الحدود، وفي عام 1974 انتهى اختصاص قوات حرس الحدود بالأعمال الإدارية والمدنية لمحافظة سيناء، وفي عام 1984 نُقلت تبعية عناصر المراقبة الجوية بالنظر من قوات حرس الحدود إلى قيادة قوات الدفاع الجوي، وفي عام 1988 أُعيد تنظيم أفواج حرس الحدود وسرايا الهجانة لتكون كتائب حرس الحدود.

## المهام
أهمية سلاح حرس الحدود ومهامه المتعددة وهوما يتطلب التدريب والكفاءة القتالية العالية لأفراده والحفاظ علي الوسائل التقليدية وامتلاك الأجهزة والمعدات المتقدمة لتأمين حدود مصر البرية والساحلية ضد أي تهديد أو اعتداء وأشاد بالمستوي المتميز الذي وصل إليه مجندو حرس الحدود للمرحلة التجنيدية السابقة والذين لم يمض علي تجنيدهم سوي فترة بسيطة وصلوا خلالها لكفاءة بدنية وقتالية عالية.
نشأة وتطور حرس الحدود بدءا من عام 1887م تحت مسمي مصلحة خفر السواحل وصولا لتنظيمها الحالي وما شهدته من تطور في الاسلحة والمعدات ونظم ووسائل التأمين والاجهزة ذات التقنيات الحديثة التي زودت بها وحدات حرس الحدود والتي تمكنها من تنفيذ مهامها المكلفة بها علي الوجه الاكمل لحماية حدود مصر البرية والساحلية علي امتداد أكثر من عشرة آلاف كيلو متر وفقا لمنظومة متكاملة لتنفيذ مهام الاستطلاع والمراقبة والتأمين والسيطرة وانتاج النيران بما يتناسب مع التطور في أساليب التهريب والتسلل لتنفيذ المخططات غير الشرعية.
وقدم رجال حرس الحدود عرضا للمهارات الفنية في استخدام السلاح استعرضوا خلاله أعلي معدلات الأداء الراقي من خلال لوحات وتشكيلات تمت تأديتها بكفاءة واقتدار أظهرت المهارة الفائقة في الأداء والتوافق الذهني والعضلي.
ولأهمية اللياقة البدنية كركيزة أساسية لبناء الفرد المقاتل في الأداء والكفاءة البدنية العالية والثقة بالنفس والتي تعد من أبرز سمات عيون مصر الساهرة.
أعقب ذلك عرض لمهارات وقدرات العناصر المدربة علي استخدام الدواب باعتبارها إحدي الوسائل التقليدية التي تفرض استخدامها طبيعة الأرض والمناطق الوعرة التي يتم تأمينها بالاعتماد علي الهجن والكلاب الحربية والتي تتميز بالقدرة العالية علي التحمل وسرعة رد الفعل خلال تنفيذ المهام بعد اخضاعها لبرامج تدريبية مكثفة وراقية لتنفيذ أعمال التأمين والحراسة ونقل الامداد من النقاط الحدودية وأعمال التتبع وتقصي الأثر ومكافحة التهريب والتسلل واكتشاف الاسلحة والذخائر والمفرقعات والقضاء علي الزراعات المخدرة.

## القطاعات والوحدات
- قيادة قوات حرس الحدود : القاهرة
- قيادة حرس حدود الجيش الثاني الميداني : الإسماعيلية
- قيادة حرس حدود الجيش الثالث الميداني : السويس
- قيادة حرس حدود المنطقة الغربية العسكرية : سيدي براني
- قيادة حرس حدود المنطقة المركزية العسكرية : القاهرة
- قيادة حرس حدود المنطقة الشمالية العسكرية : الإسكندرية
- قيادة حرس حدود المنطقة الجنوبية العسكرية : أسيوط

## الأسلحة
-قنابل يدويه
-اسلحه رشاشه
سيارات الدفع الرباعي
-بنادق قنص
مدافع محموله علي الكتف

## المركبات
| العتاد     | صورة   | بلد الأصل/الشراء | في الخدمة | ملاحظات  |
| دبابات     | دبابات | دبابات           | دبابات    | دبابات   |
| ---------- | ------ | ---------------- | --------- | -------- |
| إم1 أبرامز |        | الولايات المتحدة |           | فئة M1A1 |
| مدرعات     |        |                  |           |          |
|            |        |                  |           |          |

## في الإعلام
لفتت بطولات وأهمية قوات حرس الحدود انتباه صناع السينما فكانت عدة أفلام مصرية تناولت هذا السلاح ومنها:
- عين الصقر (بطولة نور الشريف).
- عبود على الحدود (بطولة علاء ولي الدين).

## قادة القوات
- لواء أركان حرب / أسامة داوود.[11]
- لواء أركان حرب / محمد عز الدين جحوش.[12][13]
- لواء أركان حرب / عماد اليماني.[14]
- لواء أركان حرب / أيمن شحاتة.[15]
- لواء أركان حرب / أيمن طربك.[16]
- لواء أركان حرب / باسم رياض هلال.[17]
- لواء أركان حرب / أحمد إبراهيم.[18]
- لواء أركان حرب / أحمد يوسف عبد النبي.[19]
- لواء أركان حرب / عبد الوهاب المبروك.[20]
- لواء أركان حرب / محمد عبد الفضيل شوشة.[21][22]
- لواء أركان حرب / علي حفظي.[23]
- لواء أركان حرب / سمير يوسف.